# Vigneux-sur-Seine
 Vigneux-sur-Seine  es una población y comuna francesa, ubicada en la región de Isla de Francia, departamento de Essonne, en el distrito de Évry y cantón de Vigneux-sur-Seine.

## Demografía
| 66                        | 100 | 82 | 70 | 115 | 78 | 123 | 123 | 129 | 127 | 142 | 157 | 209 | 288 | 358 | 412 | 437 | 586 | 1 014 | 1 603 | 2 191 | 4 747 | 7 321 | 8 102 | 7 565 | 9 124 | 12 829 | 22 577 | 26 550 | 24 462 | 25 203 | 25 652 | 26 497 |
| (Fuente: INSEE y Cassini) |     |    |    |     |    |     |     |     |     |     |     |     |     |     |     |     |     |       |       |       |       |       |       |       |       |        |        |        |        |        |        |        |